# Larimore
Larimore ist eine Kleinstadt (mit dem Status „City“) im Grand Forks County im US-amerikanischen Bundesstaat North Dakota. Das U.S. Census Bureau hat bei der Volkszählung 2020 eine Einwohnerzahl von 1.260 ermittelt. Der Ort wurde nach dem Farmer Newell G. Larimore benannt.
Larimore ist Bestandteil der Metropolregion Greater Grand Forks.

## Geografie
Larimore liegt im Osten North Dakotas. Die Stadt liegt etwa zwei Kilometer südlich des Turtle River, einem linken Nebenfluss des Red River of North, der die Grenze zu Minnesota bildet. Die geografischen Koordinaten von Larimore sind 47°54′30″ nördlicher Breite und 97°37′40″ westlicher Länge. Das Stadtgebiet erstreckt sich über eine Fläche von 1,53 km².
Benachbarte Orte von Larimore sind Inkster (29,1 km nördlich), Gilby (31,4 km nordöstlich), die Grand Forks Air Force Base (23,1 km ostnordöstlich), Northwood (23,6 km südlich) und Niagara (26,7 km nordwestlich).
Die nächstgelegenen größeren Städte sind Winnipeg in der kanadischen Provinz Manitoba (249 km nördlich), Duluth in Minnesota am Oberen See (478 km ostsüdöstlich), Minneapolis in Minnesota (539 km südöstlich), Fargo (163 km südsüdöstlich) und North Dakotas Hauptstadt Bismarck (357 km westsüdwestlich).
Die Grenze zu Kanada befindet sich 127 km nördlich.

## Geschichte
Im Ort sind zwei Bauwerke im National Register of Historic Places verzeichnet (Stand 15. Oktober 2018), das Avalon Theater und die Larimore City Hall.

## Verkehr
Mehrere Kilometer nördlich von Larimore verläuft in West-Ost-Richtung der vierspurig ausgebaute U.S. Highway 2. Durch das Stadtgebiet verläuft in Nord-Süd-Richtung der North Dakota Highway 18 als Hauptstraße. Alle weiteren Straßen innerhalb des Stadtgebiets sind untergeordnete Landstraßen, teils unbefestigte Fahrwege sowie innerörtliche Verbindungsstraßen.
In Larimore treffen mehrere Eisenbahnstrecken der BNSF Railway zusammen.
Mit dem Larimore Municipal Airport befindet sich an der südwestlichen Stadtgrenze ein kleiner Flugplatz. Die nächstgelegenen größeren Flughäfen sind der Grand Forks International Airport (40,6 km östlich), der Hector International Airport in Fargo (159 km südsüdöstlich) und der Winnipeg James Armstrong Richardson International Airport (252 km nördlich).

## Demografische Daten
Nach der Volkszählung im Jahr 2010 lebten in Larimore 1346 Menschen in 552 Haushalten. Die Bevölkerungsdichte betrug 879,7 Einwohner pro Quadratkilometer. In den 552 Haushalten lebten statistisch je 2,37 Personen.
Ethnisch betrachtet setzte sich die Bevölkerung zusammen aus 92,3 Prozent Weißen, 0,8 Prozent Afroamerikanern, 1,6 Prozent amerikanischen Ureinwohnern, 0,4 Prozent Asiaten sowie 2,7 Prozent aus anderen ethnischen Gruppen; 2,2 Prozent stammten von zwei oder mehr Ethnien ab. Unabhängig von der ethnischen Zugehörigkeit waren 4,2 Prozent der Bevölkerung spanischer oder lateinamerikanischer Abstammung.
23,7 Prozent der Bevölkerung waren unter 18 Jahre alt, 58,2 Prozent waren zwischen 18 und 64 und 18,1 Prozent waren 65 Jahre oder älter. 51,9 Prozent der Bevölkerung war weiblich.
Das mittlere jährliche Einkommen eines Haushalts lag bei 53.882 USD. Das Pro-Kopf-Einkommen betrug 22.169 USD. 10,7 Prozent der Einwohner lebten unterhalb der Armutsgrenze.

## Bekannte Bewohner
- Eli Shortridge (1830–1908) – von 1893 bis 1895 dritter Gouverneur von North Dakota[12] – lebte und wirkte jahrelang in Larimore
- William N. Roach (1840–1902) – von 1893 bis 1899 demokratischer US-Senator[13] – lebte und wirkte jahrelang in Larimore
- Clint Hill (1932–2025) – Agent des Secret Service, war bei dem Attentat auf John F. Kennedy zugegen und dabei der zuständige Personenschützer für Jacqueline Kennedy – in Larimore geboren